# Gráficos de Heisler
Los gráficos de Heisler o diagramas de Heisler son una herramienta de análisis gráfico para la evaluación de la transferencia de calor en ingeniería térmica. Son un conjunto de dos gráficos por geometría incluida introducidos en 1947 por M. P. Heisler que fueron complementados por un tercer gráfico por geometría en 1961 por H. Gröber. Los gráficos de Heisler permiten evaluar la temperatura central para la conducción de calor transitoria a través de una pared plana infinitamente larga de espesor 2 L, un cilindro infinitamente largo de radio ro y una esfera de radio ro. 
Aunque los gráficos de Heisler-Gröber son una alternativa más rápida y simple a las soluciones exactas de estos problemas, existen algunas limitaciones. Primero, el cuerpo debe estar a una temperatura uniforme inicialmente. Además, la temperatura de los alrededores y el coeficiente de transferencia de calor por convección deben permanecer constantes y uniformes. Además, no debe haber generación de calor del propio cuerpo.

## Pared plana infinitamente largo
Estos primeros gráficos de Heisler-Gröber se basaron en el primer término de la solución exacta de la serie de Fourier para una pared plana infinito: 
{\displaystyle {\frac {T(x,t)-T_{\infty }}{T_{i}-T_{\infty }}}=\sum _{n=0}^{\infty }{\left[{\frac {4\sin {\lambda _{n}}}{2\lambda _{n}+\sin {2\lambda _{n}}}}e^{-\lambda _{n}^{2}{\frac {\alpha t}{L^{2}}}}\cos {\frac {\lambda _{n}x}{L}}\right]},}  
donde Ti es la temperatura inicial de la losa, T∞ es la temperatura constante impuesta en el límite, x es la ubicación en la pared del plano, λn es π(n + 1/2), y α es la difusividad térmica. La posición x = 0 representa el centro de la losa. 
El primer gráfico para la pared plana se traza utilizando tres variables diferentes. Trazado a lo largo del eje vertical del gráfico se encuentra la temperatura adimensional en el plano medio, {\displaystyle \theta _{o}^{*}={\frac {T(0,t)-T_{\infty }}{T_{i}-T_{\infty }}}.} Trazado a lo largo del eje horizontal está el número de Fourier, Fo = αt/L2. Las curvas dentro del gráfico son una selección de valores para el inverso del número de Biot, donde Bi = hL/k. k es la conductividad térmica del material y h es el coeficiente de transferencia de calor".
La segunda tabla se usa para determinar la variación de temperatura dentro de la pared del plano para diferentes números de Biot. El eje vertical es la relación entre una temperatura dada y la de la línea central. {\displaystyle {\frac {\theta }{\theta _{o}}}={\frac {T(x,t)-T_{\infty }}{T(0,t)-T_{\infty }}}} donde la curva x/L es la posición en la que se toma T. El eje horizontal es el valor de Bi−1.   
El tercer gráfico en cada conjunto fue complementado por Gröber en 1961 y este particular muestra el calor adimensional transferido desde la pared en función de una variable de tiempo adimensional. El eje vertical es un gráfico de Q/Qo, la relación entre la transferencia de calor real y la cantidad de transferencia de calor total posible antes de T = T∞. En el eje horizontal está la gráfica de (Bi2) (Fo), una variable de tiempo adimensional. 

## Cilindro infinitamente largo
Para el cilindro infinitamente largo, el gráfico de Heisler se basa en primer término en una solución exacta a una función de Bessel.
Cada gráfico traza curvas similares a los ejemplos anteriores, y en cada eje se traza una variable similar. 

## Esfera (de radioro)
El gráfico de Heisler para una esfera se basa en el primer término en la solución exacta de la serie de Fourier:
Estos gráficos se pueden usar de manera similar a los dos primeros conjuntos y son gráficos de variables similares. 

## Alternativas modernas
Actualmente existen programas que brindan soluciones numéricas a los mismos problemas, sin utilizar funciones trascendentales o series infinitas. Ejemplos de estos programas se pueden encontrar aquí Archivado el 27 de junio de 2020 en Wayback Machine..